# Јерма (филм)
„Јерма” је југословенски ТВ филм из 1961. године. Режирао га је Славољуб Стефановић Раваси а сценарио је написан по делу Федерика Гарсије Лорке.

## Улоге
| Глумац                 | Улога |
| ---------------------- | ----- |
| Душан Антонијевић      |       |
| Драгомир Бојанић Гидра |       |
| Стојан Дечермић        |       |
| Капиталина Ерић        |       |
| Рахела Ферари          |       |
| Мила Гец               |       |
| Љубица Јанићијевић     |       |
| Љубиша Јовановић       |       |
| Љиљана Контић          |       |
| Љиљана Крстић          |       |
| Јован Милићевић        |       |
| Олга Спиридоновић      |       |